# Cytisus graniticus
Cytisus graniticus är en ärtväxtart som beskrevs av Anton Rehmann. Cytisus graniticus ingår i släktet kvastginster, och familjen ärtväxter. Inga underarter finns listade i Catalogue of Life.